# 오드로이드
오드로이드(ODROID)는 대한민국의 오픈 소스 하드웨어 회사인 하드커널이 제조한 단일 보드 컴퓨터 및 태블릿 컴퓨터 시리즈이다. 오드로이드라는 이름이 'open + standard'(개방형 표준)으로 구성되었으나 디자인 일부를 회사가 보유하고 있기 때문에 실제로 하드웨어는 오픈이 아니다.
 수많은 오드로이드 시스템들은 안드로이드뿐 아니라 일반 리눅스 배포판도 구동할 수 있다.

## 하드웨어
여러 모델의 오드로이드가 Hardkernel에 의해 출시되었다. 1세대는 2009년에 출시되었고, 그 뒤 고사양 모델이 출시되었다. 현재의 기판은 C1+의 경우, 32 달러, C2의 경우 40 달러, XU4의 경우 74 달러이다.
C 모델은 Amlogic 시스템 온 칩(SoC)을 기능하며 XU 모델은 엑시노스 SoC를 기능한다. 둘 다 ARM 중앙 처리 장치(CPU)와 온 칩 그래픽 처리 장치(GPU)를 갖추고 있다. CPU 속도는 1.5 GHz에서 2.0 GHz에 이르며, 기판 메모리는 1 GB RAM에서 2 GB RAM에 이른다. 시큐어 디지털 SD 카드를 사용하여 운영 체제와 프로그램 메모리를 SDHC나 마이크로SDHC 크기로 저장한다.

### 모델
| 이름                                     | 그림                                                                         | 년   |
| ---------------------------------------- | ---------------------------------------------------------------------------- | ---- |
| ODROID                                   |                                                                              | 2009 |
| ODROID-U2                                |                                                                              | 2012 |
| ODROID-X2                                | Odroid-X2 Board                                                              | 2012 |
| ODROID-U3                                |                                                                              | 2014 |
| ODROID-XU                                |                                                                              | 2013 |
| ODROID-XU3/XU3-Lite                      |                                                                              | 2014 |
| ODROID-W (중단) (W은 착용 컴퓨터를 뜻함) |                                                                              | 2014 |
| ODROID-C1                                |                                                                              | 2014 |
| ODROID-C1+                               |                                                                              | 2015 |
| ODROID-XU4                               |                                                                              | 2015 |
| ODROID-C2                                |                                                                              | 2016 |
| ODROID-MC1                               | 오드로이드 클라스터 MC1은 저전력 초소형 병렬처리 슈퍼컴퓨터 구현이 가능하다. |      |
| ODROID-H2                                |                                                                              | 2018 |
| ODROID-N2                                |                                                                              | 2019 |
| 이름                                     | 그림                                                                         |      |

## 소프트웨어

### 운영 체제
- 안드로이드 5.0+ 또는 우분투 등 지원
- 오디오 운영 체제:
  - Volumio
  - Runeaudio
- Retrogaming 운영 체제:
  - Happi game center
  - Lakka

## 같이 보기
- 우분투 마테
- 라즈베리파이